# Abyssphere
«Abyssphere» — российская метал-группа, основанная в 2005 году в Санкт-Петербурге.

## История
Группа была образована в 2005 году как студийный проект.
22 февраля 2005 года был выпущен демо-альбом «Образы и маски». Позже по отдельности вышли ещё демо-версии песен с альбома «Images and Masks» (2008).
15 ноября 2007 года состоялся первый концерт в клубе «Roks club» на «November Doom Fest». В этом же году на сборнике «Doom Art Compilation 2007» вышла песня «Спящий».
1 февраля 2008 года на лейбле «Endless Desperation» было выпущено переиздание альбома «Образы и маски», получивший название «Images and Masks».
26 июня 2009 года вышел интернет-сингл «Тысячи лет». В этом же году начинается запись альбома «Тени и сны». 1 января 2010 года выходит интернет-сингл «Дождь». 28 февраля состоялся первый концерт группы в Москве. 26 марта группу покидают клавишница Дарья Мищенко и барабанщик Александр Чайка. Позже место за синтезатором занимает Анастасия Жигач.
17 ноября 2010 года на лейбле «Endless Desperation» был выпущен второй альбом «Тени и сны», получивший положительные отзывы критиков. Его презентация состоялась 4 декабря в Санкт-Петербурге в клубе «Арктика».
Зимой 2011 года к группе присоединяется барабанщик Евгений Лавров.
8 апреля 2012 состоялся интернет-релиз мини-альбома «Снова и снова», презентация которого прошла 15 апреля в петербургском клубе «Зал ожидания». На этом же концерте Михаил Попиков (скрипка) объявил о своём уходе из группы. 13 сентября группу покинула клавишница Анастасия Жигач. А также в 2012 году группу покидают барабанщик Евгений Лавров и бас-гитарист Олег Сараев.
7 октября вышла новая версия мини-альбома под названием «Снова и снова: Second Edition», песни на котором были полностью пересведены и прошли ремастеринг, кроме этого в него вошли минусы песен. 15 октября вышла англоязычная версия под названием «Again and Again». 9 декабря вышел сингл «Чёрный океан». 1 февраля на лейбле «Endless Desperation» состоялся выпуск на CD двойного релиза «Снова и снова» и «Again and again».
Для записи третьего полноформатного альбома, «На пути к забвению», группа организовала сбор средств на платформе Planeta.ru. Группа приступила к активной работе над записью пластинки.
1 мая 2017 года Abyssphere представили свой новый альбом «На Пути к Забвению» в свободном доступе, снискавший положительный отклик у музыкальной прессы. Неделей ранее было организовано предпрослушивание для акционеров, поддержавших запись и выпуск альбома. Спустя две недели после выхода альбома лейблом группы Endless Desperation Prod. был открыт предзаказ на физическую копию релиза, которая получила двухдисковый digibook формат А5, с 16-страничным буклетом. Тираж составил 500 шт. Альбом по сей день доступен для приобретения, как в электронном виде, так и на физическом носителе.
В 2022 году вышел студийный альбом «Эйдолон».

## Состав
Действующий
- Константин Цыганков — вокал, гитара, программинг, клавишные (с основания)
- Александр «S.at» Яковлев — гроулинг, скриминг, лирика (с основания)
- Александр «Sorrow» Михайлов — гитара (с основания)
- Иван [Johnny] Прокопович — бас-гитара (с 2012 года)
- Степан Обухов - ударные (с 2017 года)

Бывшие участники
- Олег Сараев — бас-гитара
- Анастасия Жигач — клавишные
- Евгений Лавров — ударные
- Михаил Попиков — скрипка
- Дарья «Cain» Мищенко — клавишные
- Александр Чайка — ударные
- Максим Гульчук — клавишные
- Антон Иванов — бас-гитара
- Кирилл Свириденко — ударные
- Евгений Hobbit Носов — ударные

## Дискография
Студийные альбомы
- 2008 — «Images and Masks»
- 2010 — «Тени и сны»
- 2017 — «На пути к забвению»
- 2022 — «Эйдолон»

Мини-альбомы
- 2012 — «Снова и снова»
- 2012 — «Снова и снова: Second edition»
- 2012 — «Again and again» (выпущен на CD совместно с «Снова и снова: Second edition» в 2013 году)

Синглы
- 2007 — «Спящий» (песня вышла на сборнике «Doom Art Compilation 2007»)
- 2009 — «Тысячи лет» (песня вышла на сборнике «Doom Art Compilation 2009»)
- 2010 — «Дождь»
- 2012 — «Чёрный океан»
- 2015 — «Один во тьме» (pre-production)
- 2015 — «Марафон» (pre-production)
- 2022 — «Король Харальд»
- 2023 — «Прощание»

Демо
- 2005 — «Образы и маски» (позже по отдельности вышли ещё демо-версии песен с альбома «Images and Masks»)